# تانی کیتین
تانی کِیتی‌یـِن (انگلیسی: Tawny Kitaen؛ زادهٔ ۵ اوت ۱۹۶۱ – درگذشتهٔ ۷ مهٔ ۲۰۲۱) یک هنرپیشه و مانکن اهل ایالات متحده آمریکا بود که از سال ۱۹۷۹ میلادی مشغول فعالیت بود.
از فیلم‌ها یا برنامه‌های تلویزیونی که وی در آن‌ها نقش داشته است، می‌توان به پارتی مجردی (۱۹۸۴)، ساینفلد (۱۹۹۱)، متأهل... دارای بچه (۱۹۹۴) و سی‌اس‌آی (۲۰۱۱) اشاره نمود.